# Vinícius Souza
Vinícius de Souza Costa (Rio de Janeiro, 17 giugno 1999) è un calciatore brasiliano, centrocampista o difensore del Wolfsburg.

## Carriera

### Club
Prodotto delle giovanili del Flamengo, esordisce in prima squadra il 31 marzo 2019, in un incontro del Campionato Carioca pareggiato per 1-1, poi vinto ai rigori, contro il Vasco da Gama. L'11 ottobre successivo esordisce nel Brasileirão nella gara vinta per 3-1 contro l'Atlético Mineiro. Chiude la stagione con 3 presenze in campionato e una nel campionato statale. Rimane al Flamengo anche nella stagione successiva, dove però gioca solamente 4 incontri nel Campionato Carioca. Nell'estate del 2020 viene acquistato dal Lommel, società militante nella seconda divisione belga ed affiliata al City Football Group. Chiude la prima esperienza in Europa con 19 presenze in totale, 18 in campionato e una coppa.
Nel 2021 viene ceduto in prestito al Malines, formazione della massima serie belga.
L'8 luglio 2022 passa in prestito all'Espanyol.
Il 9 agosto 2023 viene ceduto a titolo definitivo allo Sheffield Utd.

### Nazionale
Nel 2017 ha preso parte al Torneo di Tolone con la nazionale brasiliana Under-20.

## Statistiche

### Presenze e reti nei club
Statistiche aggiornate al 26 gennaio 2023.
| Stagione        | Squadra         | Campionato      | Campionato | Campionato | Coppe nazionali | Coppe nazionali | Coppe nazionali | Coppe continentali | Coppe continentali | Coppe continentali | Altre coppe | Altre coppe | Altre coppe | Totale | Totale |
| Stagione        | Squadra         | Comp            | Pres       | Reti       | Comp            | Pres            | Reti            | Comp               | Pres               | Reti               | Comp        | Pres        | Reti        | Pres   | Reti   |
| --------------- | --------------- | --------------- | ---------- | ---------- | --------------- | --------------- | --------------- | ------------------ | ------------------ | ------------------ | ----------- | ----------- | ----------- | ------ | ------ |
| 2019            | Flamengo        | A/RJ+A          | 1+3        | 0          | CB              | 0               | 0               | CL                 | 0                  | 0                  | Cmc         | 0           | 0           | 4      | 0      |
| 2020            | Flamengo        | A/RJ+A          | 4+0        | 0          | CB              | 0               | 0               | CL                 | 0                  | 0                  | SB+RS       | 0           | 0           | 4      | 0      |
| Totale Flamengo | Totale Flamengo | Totale Flamengo | 8          | 0          |                 | 0               | 0               |                    | 0                  | 0                  |             | 0           | 0           | 8      | 0      |
| 2020-2021       | Lommel          | D2              | 18         | 0          | CB              | 1               | 0               |                    | -                  | -                  |             | -           | -           | 19     | 0      |
| 2021-2022       | Malines         | D1              | 27+5       | 2+0        | CB              | 3               | 0               |                    | -                  | -                  |             | -           | -           | 35     | 1      |
| 2022-2023       | Espanyol        | PD              | 17         | 0          | CR              | 3               | 0               |                    | -                  | -                  |             | -           | -           | 20     | 0      |
| Totale carriera | Totale carriera | Totale carriera | 75         | 2          |                 | 7               | 0               |                    | 0                  | 0                  |             | 0           | 0           | 82     | 1      |

## Palmarès

### Club

#### Competizioni statali
- Campionato Carioca: 2

Flamengo: 2019, 2020

#### Competizioni nazionali
- Campionato brasiliano: 1

Flamengo: 2019